# São Bartolomeu (Vila Viçosa)
São Bartolomeu is een plaats (freguesia) in de Portugese gemeente Vila Viçosa en telt 1078 inwoners (2001).